# Cyperus afroechinatus
Cyperus afroechinatus är en halvgräsart som beskrevs av Kaare Arnstein Lye. Cyperus afroechinatus ingår i släktet papyrusar, och familjen halvgräs. Inga underarter finns listade i Catalogue of Life.